# Синдром Стивенса — Джонсона
Синдро́м Сти́венса — Джо́нсона — острое токсико-аллергическое заболевание, основной характеристикой которого выступают высыпания на коже и слизистых оболочках. Данный синдром — злокачественный тип экссудативной эритемы. Вначале возникает сильная лихорадка и боли в мышцах и суставах. Затем отмирание клеток приводит к возникновению достаточно больших пузырей на слизистой оболочке полости рта, горла, глаз, других участках кожи и слизистых оболочек, появляются дефекты кожи, покрытые плёнками серо-белого цвета, трещины, корки из сгустков запёкшейся крови. Повреждение слизистой оболочки рта мешает есть, закрывание рта вызывает сильную боль, что ведёт к слюнотечению. Возникает воспаление слизистых глаз — конъюнктивит (аллергического характера). Роговицы подвергаются фиброзу. Мочеиспускание становится затруднённым и болезненным.
Синдром был впервые описан Альбертом Мейсоном Стивенсом и Фрэнком Чэмблиссом Джонсоном в 1922 году.
Наиболее изученными причинами возникновения синдрома Стивенса — Джонсона являются определённые медицинские лекарства (модафинил, ламотриджин, карбамазепин, аллопуринол, сульфаниламиды, невирапин), а также инфекции и, в гораздо более редких случаях, рак.
Заболевание начинается внезапно с высокой температуры, болей в горле и недомогания. На фоне тяжёлого общего состояния на губах, слизистой щёк, языка, мягкого неба, задней стенки зева, дужках, гортани, на коже появляются пузыри, после вскрытия которых образуются кровоточащие эрозии. Сливаясь, они превращаются в сплошную кровоточащую резко болезненную поверхность. Часть эрозий покрывается фибринозным налётом.

## Лечение
Симптоматическое лечение направлено на снижение интоксикации, десенсибилизацию, снятие воспаления и ускорение эпителизации поражённой кожи. При тяжёлых или хронических, рецидивирующих случаях могут использоваться кортикостероиды.
Для лечения используют десенсибилизирующие препараты (димедрол, супрастин, тавегил, кларитин), противовоспалительные средства (салицилаты), препараты кальция, этакридина лактат и левамизол в целях купирования обострения, кортикостероиды, детоксицирующая терапия.
Противопоказано назначение витаминотерапии (витаминов группы В, аскорбиновой кислоты), так как подобные витамины сами по себе являются сильными аллергенами.
Местное лечение направлено на ликвидацию воспаления, отёчности и ускорение эпителизации поражённых участков кожи. Используют обезболивающие препараты (тримекаин, лидокаин), антисептические препараты (фурацилин, хлорамин и др.), протеолитические ферменты (трипсин, химотрипсин), кератопластики (масло шиповника, облепихи и т. д.)
В период ремиссии заболевания дети должны быть подвергнуты обследованию и санации полости рта, неспецифической гипосенсибилизации с аллергеном, к которому установлена повышенная чувствительность.